# شراب جمهوری
شراب جمهوری، شرابی است که از جوشانیدن شراب مثلث با آب بدست می‌آید. شرط آن است که در این جوشانیدن تمام آب بخار شود و بعد از مدتی قابل شرب می‌شود و بعضی شراب انگوری سه ساله را جمهوری نامند و گویند آب انگور ی است که در جوشیدن به نصف رسیده باشد. گرم و خشک و منضج (قوام آورنده اخلاط) و محلِّل و مشهی (اشتهاء آور) و معین جماع و سریع‌الانحدار (زود جذب) و مولد خون (خون ساز) غلیظ و مسخن احشاء (لاغرکننده شکم) است.